# القلابات (السودان)
القلابات بلدة حدودية تقع في ولاية القضارف بالسودان على ارتفاع 725 متر ( 2381 قدم ) فوق سطح البحر، وتبعد عن الخرطوم عاصمة السودان بحوالي 511 كيلومتر (317,5 ميل) وعن مدينة القضارف حاضرة الولاية 157 كيلومتر (97.5 ميل) ، بينما يفصل بينهما وبين مدينة المتمة الإثيوبية على الجانب الآخر من الحدود مجرى وادي موسمي هو خور أبو نخرة ويبعد عن مدينة غوندار حاضرة اقليم الأمهرا الإثيوبي 144 كيلومتر (89.5 ميل). وبذلك تعتبر القلابات واحدة من أهم نقاط العبور بين السودان وإثيوبيا.

## التسمية
ورد اسمي القلابات والمتمة مترادفين في كتابات المؤرخين. ففي حين جاء اسم القلابات مقترناً بالمعارك التي حدثت هناك بين القوات المختلفة، نجد أن المتمة ارتبطت من الناحية التاريخية باسم المك مساعد آخر مكوك السعداب في المتمة غرب شندي على النيل. المك نمر ، ملك الجعليين الذي فر إلى المنطقة بعد مقتل إسماعيل كامل باشا أثناء غزوه للسودان وما تبع ذلك من حملة انتقامية شرسة قام بها صهره الدفتردار في السودان. وواقع الحال إن القلابات هو الاسم التاريخي الشامل للمنطقة ويضم القلابات بشقيها على ضفتي خور أبو نخرة: البلدة السودانية التي حملت اسم القلابات وهي الأقدم، والبلدة الإثيوبية التي أخذت اسم المتمة والتي أسسها المك نمر وأطلق عليها هذا الاسم تيمناً بعاصمته المتمة التي هجرها في شمال السودان. وفي المتمة الإثيوبية مات المك نمر وكذلك قتل فيها الإمبراطور الإثيوبي يوهانس الرابع .
ولا يعرف سبب تسمية المنطقة بالقلابات. أما في معنى تسمية المتمة فقد ذكر هرمز رسام، سفير بريطانيا إلى بلاط الإمبراطور يوهانس الرابع الذي سافر إلى المتمة في نوفمبر / تشرين الثاني سنة 1865 م، بأن اللفظ عربي ويعني الخاتمة أو النهاية، للدلالة على أن المكان هو نهاية إقليم حكام الجعليين، أي آخر نقطة فيه.

## التاريخ
شهدت منطقة القلابات أحداثاً تاريخية مهمة على صعيد البلدين إثيوبيا والسودان وبين مصر الخديوية وبريطانيا وإيطاليا خلال حقبة تواجدهم بالمنطقة باعتبارها ممر عبور تجاري وحربي استراتيجي.

### النشأة
تأسست القلابات في القرن الثامن عشر الميلادي من قبل مجموعة مستوطنين من قبائل تكرور ( ويطلق عليهم محلياً التكارين أو التكارير) قادمين من دارفور ، كانوا في طريقهم نحو الأراضي المقدسة في الحجاز لآداء مناسك الحج ، واختاروا منطقة القلابات كاستراحة لقوافل أخوانهم الحجاج في غدوهم ورواحهم من الحج وذلك بعد أن حصلوا على إذن من إمبراطور الحبشة الذي كانت تخضع له المنطقة آنذاك.
وفي رواية أخرى فإن مؤسسي القلابات الأوائل كانوا من الكنجارا، حكام دارفور أو من الرقيق الذين كانوا تابعين لهم. وفي كل الأحوال فإن القلابات ونظراً لوقوعها على الطريق التجاري الرئيسي بين سنار، عاصمة السلطنة الزرقاء السودانية ومدينة غوندار العاصمة الإمبراطورية الإثيوبية، واعتبارها لاحقاً مركزاً حدودياً تابعاً لمحافظة رأس الفيل، نمت وتطورت إلى مركز تجاري مهم بين بلاد الحبشة وبلاد السودان وما ورائهما. وواقع الحال إن المتمة التي أسسها الجعليون القادمين من شمال السودان تحولت إلى سوق تصدير مهم بين بلاد السودان وممالك الحبشة، حيث كانت قبائل الغالا والأحباش ( التيغراي والأمهرا ) يجلبون شمع العسل والبن و التيف (حبوب غذائية إثيوبية) و البغال والخيل والذهب والرقيق وسن الفيل لمقايضته بقماش الدمور الذي كان يصنع في بربر ودنقلا و شندي بشمال السودان، وقطع المرايا والسيوف ورؤس الرماح والملح والخرز وغيره من السلع. وكانت المكوس تقع في مناطق شلغا، وسيري على الطريق الرئيسي بين غوندار و اكسوم.
وفي سنة 1772 م، زار الرحالة والمستكشف الجغرافي الاسكتلندي جيمس بروس البلدة (التي ذكرها باسم خور كاكاموت) وقضى بها مدة شهرين بسبب إصابته بدوسنتاريا اقعدته عن مواصلة رحلته حتى شفي منها بالأعشاب الطبية على يد طبيب تقليدي محلي وبرعاية رفيق له من الأهالي يدعى ياسين.

### الحكم التركي المصري
وكان من أعيان البلدة البارزين أثناء رحلة بروس الشيخ ميري الذي وصفه بروس بانه «ربما كان الأكثر شهرة من زعماء ومشائخ المناطق الحدودية»، وقد أيّد الشيخ ميري خديوي مصر وتحالف معه لبعض الوقت بعد غزوة إسماعيل كامل باشا لسنار في سنة 1821 م، وأعلن نفسه شيخاً مستقلاً عن إمبراطورية الحبشة بل رافق الأتراك في الغارة التي شنوها على غندار، ولكنه تمكن من الهرب في الكمين الذي نصبه الدازماج (قائد عسكري) كينفو للمغيرين، وفي سنة 1838 م، ثأر الإمبراطور تادروس (ثيودور) لغزوة غوندار الفاشلة وشن هجوماً كبيراً على القلابات قتل فيه الشيخ ميري وكثير من مواطنيها من التكرور.

### الثورة المهدية
في حوالي سنة 1870 م، أقام الحكم المصري التركي ثكنات لجيشه في القلابات وتعرضت البلدة في سنة 1886 م، لهجمات من قبل القوات المهدية التي كانت قد تمكنت من طرد القوات المصرية التركية من السودان واحكمت قبضتها على أجزاء كبيرة منه. ومع نجاح الثورة المهدية في السودان وقيام دولة تقوم على اسس إسلامية ساد العلاقات مع إمبراطورية الحبشة المسيحية توترا إزدادت حدته على اثر المراسلات المتبادلة بين الإمبراطور يوهانس الرابع وكل من الإمام المهدي وخليفته عبد الله التعايشي ودعوة كل طرف للآخر إلى الانضمام إلى عقيدته، وتحول الخلاف إلى صراع مسلح كانت القلابات مسرحه وذلك في اعقاب مشاركة الأحباش في عملية انسحاب الحاميات المصرية الحدودية وتعيين المهدي لمحمد ود الأرباب عاملاً علي القلابات التي تحولت إلى قاعدة انطلاق نحو الحبشة حيث اخترق الأنصار الخطوط الأمامية الحبشية وأغاروا على غوندار وسقطت المدينة في يدهم. شارك في جبهة القلابات عدد من أبرز قادة المهدية مثل النور عنقرة ، و حمدان أبو عنجة ، و الزاكي طمل. حاول الإمبراطور يوهانس الرابع ابعاد القوات المهدية من الحدود بقوة كبيرة من الجيش قوامها أكثر من 30 الف مقاتل والتحم مع الدراويش بقيادة الأمير الزاكي طمل في شهر مارس / آذار عام 1889 م، في معركة القلابات حيث سقط الإمبراطور صريعاً بعد إصابته بطلق ناري أصاب صدره في مقتل، وولت قواته بالفرار في وجه الأنصار الذين أعلنوا عن انتصارهم وحملوا رأس الإمبراطور إلى عاصمتهم أم درمان.

### الحكم الثنائي
بعد هزيمة الأنصار في معركة كرري سارع الإمبراطور الإثيوبي منليك الثاني إلى احتلال فازوغلي وأجزاء كبيرة من منطقة بني شنقول بالسودان، فأبلغته بريطانيا رسمياً بأنها ليس لديها أية نوايا لاحتلال أية أراض تابعة له ولكنها لا تتهاون في استرداد جميع الأراضي التابعة لخديوي مصر في المنطقة، وجاء رد منليك بأنه لا يمانع في التفاوض، مبدياً اهتماماً كبيراً ببلدة المتمة لأنها شهدت مقتل إمبراطور إثيوبي كبير في حربه مع الدراويش وتضم عدداً كبيراً من رعاياه من النصارى الذين سيتضررون كثيراً إذا ما الحقوا بالسودان. تعاطفت بريطانيا مع طلب الإمبراطور منليك ورأت منحه قطعة أرض صغيرة قبالة بلدة القلابات وتم الاتفاق على منحه قرية المتمة وأن تستأجر بريطانيا محطة قمبيلا الإثيوبية طوال فترة بقائها في السودان، فانسحب الملك منليك من الأراضي التي احتلها.

## الحرب العالمية الثانية
في يوليو/ تموز عام 1940 م ، أثناء حملة شرق أفريقيا (الحرب العالمية الثانية) تمكنت قوة إيطالية منطلقة من شرق أفريقيا الإيطالية نحو القلابات من إجبار الحامية البريطانية الصغيرة بقيادة ويلفريد ثيسيجر على الانسحاب من البلدة إلى ممر خور العطروب، واحتل الإيطاليون البلدة حتى نوفمبر / تشرين الثاني وبنوا فيها مسجداً،  عندما شنت القوات البريطانية تحت قيادة المقدم وليم سليم هجوما مضاداً في 6 نوفمبر / تشرين الثاني على البلدة بهدف استعادتها، ولكن نظرا لضعف الروح المعنوية لجنود فوج إسيكس وغياب التنسيق بين القاذفات البريطانية تم احباط الهجوم وفشلت بالتالي عملية الاسترداد.
ووفقاً لمصادر سودانية فأن قوة سودانية قوامها 41 مقاتلاً بقيادة الملازم عبد الله مصطفي قد ساهمت في تعطيل الهجوم علي البلدة وصمدت أمام القوات الإيطالية المتفوقة عليها عدة وعتاداً لمدة ستة عشر يوماً. وقد منح قائد القوة ميدالية الحرب العالمية الثانية وكان بذلك أول ضابط سوداني يتقلد تلك الميدالية.
وفي 19 يناير / كانون الثاني 1941 م، نجحت القوات البريطانية من إجلاء الإيطاليين عن البلدة. و في عام 1907 م تم ترسيم الحدود بشكل نهائي وأصبح خور أبو نخرة الفاصل بين القلابات والمتمة يشكل الحدود الدولية بين إثيوبيا والسودان.

## التاريخ الحديث
بعد انفصال اريتريا عن إثيوبيا في 25 مايو / أيار 1991 م، وما اعقب ذلك من توتر في علاقاتهما افضى إلى حرب حدودية بينهما وقطيعة شاملة، اكتسبت القلابات أهمية كبرى لأنها أصبحت منفذا لإثيوبيا إلى ميناء بورتسودان على البحر الأحمر إلى جانب ميناء جيبوتي، بعد أن اغلقت اريتريا ميناء عصب في وجه الصادرات والواردات الإثيوبية. وإزدادت الأهمية بتشييد الطريق القاري من القضارف إلى غوندار عبرالقلابات في عام 2002 م.

## الإدارة
القلابات تابعة لمحلية غرب القلابات وعاصمتها باسندة وهي من محليات ولاية القضارف.

## الطوبغرافيا
تقع البلدة على سفح منحدر حاد على الضفة الغربية لخور أبو نخرة (خور القلابات كما يطلق عليه احياناً) وهو خور موسمي يصب في نهر عطبرة. وتشكل اراضيها جزء من سهل القضارف الطيني الذي تسوده التربة الطينية السوداء الثقيلة.

## المناخ
| البيانات المناخية لـالقلابات | البيانات المناخية لـالقلابات | البيانات المناخية لـالقلابات | البيانات المناخية لـالقلابات | البيانات المناخية لـالقلابات | البيانات المناخية لـالقلابات | البيانات المناخية لـالقلابات | البيانات المناخية لـالقلابات | البيانات المناخية لـالقلابات | البيانات المناخية لـالقلابات | البيانات المناخية لـالقلابات | البيانات المناخية لـالقلابات | البيانات المناخية لـالقلابات | البيانات المناخية لـالقلابات |
| الشهر                        | يناير                        | فبراير                       | مارس                         | أبريل                        | مايو                         | يونيو                        | يوليو                        | أغسطس                        | سبتمبر                       | أكتوبر                       | نوفمبر                       | ديسمبر                       | المعدل السنوي                |
| ---------------------------- | ---------------------------- | ---------------------------- | ---------------------------- | ---------------------------- | ---------------------------- | ---------------------------- | ---------------------------- | ---------------------------- | ---------------------------- | ---------------------------- | ---------------------------- | ---------------------------- | ---------------------------- |
| متوسط درجة الحرارة الكبرى °ف | 79                           | 84                           | 82                           | 82                           | 81                           | 75                           | 77                           | 77                           | 79                           | 84                           | 81                           | 81                           | 80                           |
| متوسط درجة الحرارة الصغرى °ف | 55                           | 55                           | 61                           | 61                           | 63                           | 63                           | 59                           | 61                           | 59                           | 66                           | 64                           | 61                           | 61                           |
| الهطول إنش                   | 0                            | —                            | 0                            | 0                            | 1.3                          | —                            | 4.3                          | 2.2                          | 0                            | 0                            | 0                            | —                            | —                            |
| متوسط درجة الحرارة الكبرى °م | 26                           | 29                           | 28                           | 28                           | 27                           | 24                           | 25                           | 25                           | 26                           | 29                           | 27                           | 27                           | 27                           |
| متوسط درجة الحرارة الصغرى °م | 13                           | 13                           | 16                           | 16                           | 17                           | 17                           | 15                           | 16                           | 15                           | 19                           | 18                           | 16                           | 16                           |
| الهطول مم                    | 0                            | —                            | 0                            | 0                            | 33                           | —                            | 108                          | 57                           | 0                            | 0                            | 0                            | —                            | —                            |
| المصدر: worldweatheronline   |                              |                              |                              |                              |                              |                              |                              |                              |                              |                              |                              |                              |                              |

## النقل والاتصالات
- طريق القضارف - دوكة - القلابات وطوله 163 كيلومتر (101,2 ميل) وهو المنفذ البري الذي يربط إثيوبيا بميناء بورتسودان ومصافي البترول السودانية ويعتبر أيضاً أحد الطرق القارية التي تربط دول شرق أفريقيا بجنوبها وغربها.
- جسر القلابات على خور أبو نخرة الفاصل بين القلابات السودانية والمتمة الإثيوبية[16]
- لا يوجد مطاراً في القلابات واقرب المطارات إليها هو مطار الدندر السوداني على بعد 68 كيلو متر (42.2 ميل)، ورمزه بمنظمة الأياتا هو HSGG ومطار المتمة الإثيوبية والذي يبعد بمسافة ميلين ( حوالي 3 كيلومتر) ورمزه الدولي بمنظمة الأياتا هو HAMM

## النشاط الاقتصادي
يسود النشاط الاقتصادي:
1. الزراعة حيث تعتبر منطقة القلابات جنوب القضارف من أهم مناطق إنتاج الحبوب على مستوى السودان، وتتم زراعة محاصيل مثل الذرة والسمسم والقطن .
2. التجارة الحدود ية حيث تبادل السلع عبر نقاط جمارك إثيوبية وسودانية. كما يروج في المنطقة التهريب الذي يشمل سلع من بينها الخمور المحظورة في السودان والمخدرات.
3. الخدمات المرافقة للتجارة العابرة للحدود ولخطوط النقل التي تربط إثيوبيا بميناء بورتسودان.
4. الخدمات المصرفية: بنك النيلين فرع القلابات.